# Schack-OS

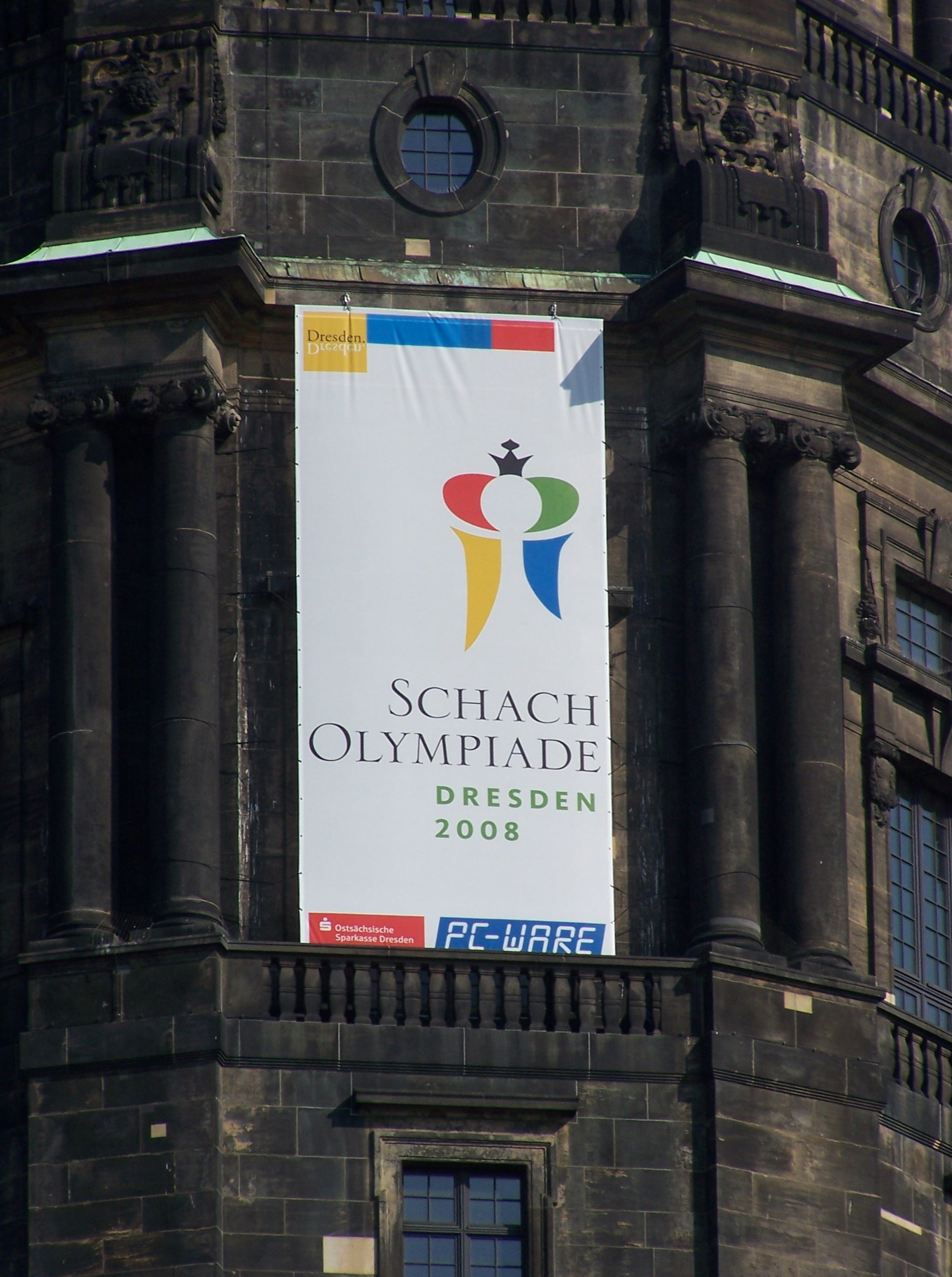
Schackolympiaden i Dresden i april 2008

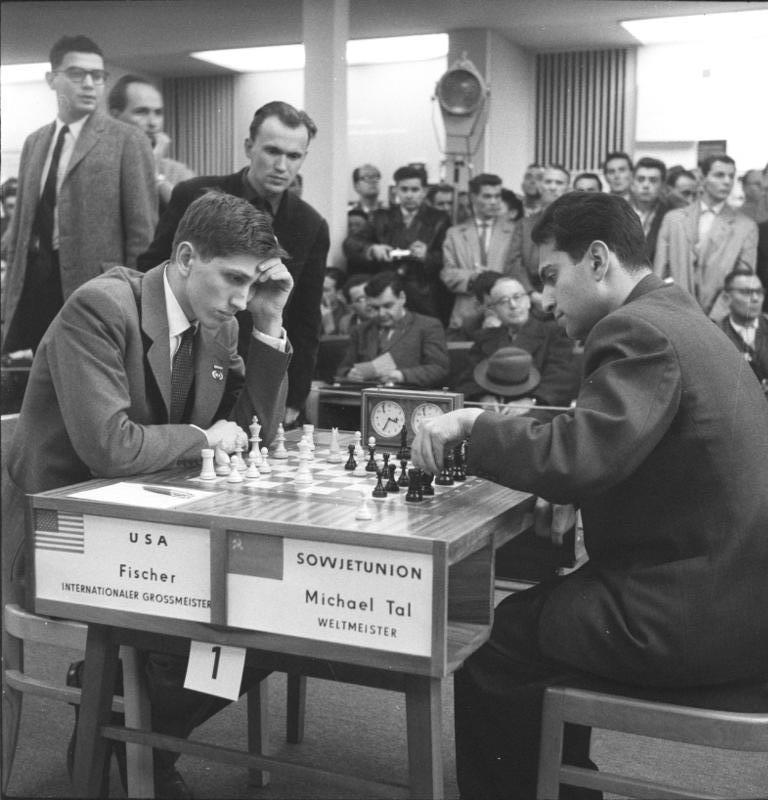
Bobby Fischer mot Michail Tal i OS 1960

Schack-OS är en schackturnering för landslag som har arrangerats av det internationella schackförbundet FIDE sedan 1927. Arrangeras vartannat år.
Schack-OS 2012 spelades i Istanbul, Turkiet, 2014 i Tromsø, Norge, 2016 spelas Schack-OS i Baku, Azerbajdzjan och 2018 i Batumi, Georgien.

## Resultat

### Öppen klass
| År     | Stad            | 1:a                                             | Poäng | 2:a                                             | Poäng | 3:a                                             | Poäng | 4:a                                             | Poäng | 5:a                                             | Poäng | 6:a                                             | Poäng |  |  |  |  |
| ------ | --------------- | ----------------------------------------------- | ----- | ----------------------------------------------- | ----- | ----------------------------------------------- | ----- | ----------------------------------------------- | ----- | ----------------------------------------------- | ----- | ----------------------------------------------- | ----- |  |  |  |  |
| (1924) | Paris           | Tjeckoslovakien                                 | 31,0  | Ungern                                          | 30,0  | Schweiz                                         | 29,0  | Argentina                                       | 27,5  | Lettland                                        | 27,5  | Italien                                         | 26,5  |  |  |  |  |
| 1927   | London          | Ungern                                          | 40,0  | Danmark                                         | 38,5  | England                                         | 36,5  | Nederländerna                                   | 35,0  | Tjeckoslovakien                                 | 34,5  | Österrike                                       | 34,0  |  |  |  |  |
| 1928   | Haag            | Ungern                                          | 44,0  | USA                                             | 39,5  | Polen                                           | 37,0  | Österrike                                       | 36,5  | Tjeckoslovakien                                 | 34,0  | Schweiz                                         | 34,0  |  |  |  |  |
| 1930   | Hamburg         | Polen                                           | 48,5  | Ungern                                          | 47,0  | Tyskland                                        | 44,5  | Österrike                                       | 43,5  | Tjeckoslovakien                                 | 42,5  | USA                                             | 41,5  |  |  |  |  |
| 1931   | Prag            | USA                                             | 48,0  | Polen                                           | 47,0  | Tjeckoslovakien                                 | 46,5  | Socialistiska federativa republiken Jugoslavien | 46,0  | Tyskland                                        | 45,5  | Lettland                                        | 45,5  |  |  |  |  |
| 1933   | Folkestone      | USA                                             | 39,0  | Tjeckoslovakien                                 | 37,5  | Sverige                                         | 34,0  | Polen                                           | 34,0  | Ungern                                          | 34,0  | Österrike                                       | 33,5  |  |  |  |  |
| 1935   | Warszawa        | USA                                             | 54,0  | Sverige                                         | 52,5  | Polen                                           | 52,0  | Ungern                                          | 51,0  | Tjeckoslovakien                                 | 49,0  | Socialistiska federativa republiken Jugoslavien | 45,0  |  |  |  |  |
| (1936) | München         | Ungern                                          | 110,5 | Polen                                           | 108,0 | Nazityskland                                    | 106,5 | Socialistiska federativa republiken Jugoslavien | 104,5 | Tjeckoslovakien                                 | 104,0 | Lettland                                        | 96,5  |  |  |  |  |
| 1937   | Stockholm       | USA                                             | 54,5  | Ungern                                          | 48,5  | Polen                                           | 47,0  | Argentina                                       | 47,0  | Tjeckoslovakien                                 | 45,0  | Nederländerna                                   | 44,0  |  |  |  |  |
| 1939   | Buenos Aires    | Nazityskland                                    | 36,0  | Polen                                           | 35,5  | Estland                                         | 33,5  | Sverige                                         | 33,0  | Argentina                                       | 32,5  | Böhmen                                          | 32,0  |  |  |  |  |
| 1950   | Dubrovnik       | Socialistiska federativa republiken Jugoslavien | 45,5  | Argentina                                       | 43,5  | Västtyskland                                    | 40,5  | USA                                             | 40,0  | Nederländerna                                   | 37,0  | Belgien                                         | 32,0  |  |  |  |  |
| 1952   | Helsingfors     | Sovjetunionen                                   | 21,0  | Argentina                                       | 19,5  | Socialistiska federativa republiken Jugoslavien | 19,0  | Tjeckoslovakien                                 | 18,0  | USA                                             | 17,0  | Ungern                                          | 16,0  |  |  |  |  |
| 1954   | Amsterdam       | Sovjetunionen                                   | 34,0  | Argentina                                       | 27,0  | Socialistiska federativa republiken Jugoslavien | 26,5  | Tjeckoslovakien                                 | 24,5  | Västtyskland                                    | 23,5  | Ungern                                          | 23,5  |  |  |  |  |
| 1956   | Moskva          | Sovjetunionen                                   | 31,0  | Socialistiska federativa republiken Jugoslavien | 26,5  | Ungern                                          | 26,5  | Argentina                                       | 23,0  | Västtyskland                                    | 22,0  | Bulgarien                                       | 22,0  |  |  |  |  |
| 1958   | München         | Sovjetunionen                                   | 34,5  | Socialistiska federativa republiken Jugoslavien | 29,0  | Argentina                                       | 25,5  | USA                                             | 24,0  | Tjeckoslovakien                                 | 22,0  | Östtyskland                                     | 22,0  |  |  |  |  |
| 1960   | Leipzig         | Sovjetunionen                                   | 34,0  | USA                                             | 29,0  | Socialistiska federativa republiken Jugoslavien | 27,0  | Ungern                                          | 22,5  | Tjeckoslovakien                                 | 21,5  | Bulgarien                                       | 21,0  |  |  |  |  |
| 1962   | Varna           | Sovjetunionen                                   | 31,5  | Socialistiska federativa republiken Jugoslavien | 28,0  | Argentina                                       | 26,0  | USA                                             | 25,0  | Ungern                                          | 23,0  | Bulgarien                                       | 21,5  |  |  |  |  |
| 1964   | Tel Aviv        | Sovjetunionen                                   | 36,5  | Socialistiska federativa republiken Jugoslavien | 32,0  | Västtyskland                                    | 30,5  | Ungern                                          | 30,0  | Tjeckoslovakien                                 | 28,5  | USA                                             | 27,5  |  |  |  |  |
| 1966   | Havanna         | Sovjetunionen                                   | 39,5  | USA                                             | 34,5  | Ungern                                          | 33,5  | Socialistiska federativa republiken Jugoslavien | 33,5  | Argentina                                       | 30,0  | Tjeckoslovakien                                 | 29,5  |  |  |  |  |
| 1968   | Lugano          | Sovjetunionen                                   | 39,5  | Socialistiska federativa republiken Jugoslavien | 31,0  | Bulgarien                                       | 30,0  | USA                                             | 29,5  | Västtyskland                                    | 29,0  | Ungern                                          | 27,5  |  |  |  |  |
| 1970   | Siegen          | Sovjetunionen                                   | 27,5  | Ungern                                          | 26,5  | Socialistiska federativa republiken Jugoslavien | 26,0  | USA                                             | 24,5  | Tjeckoslovakien                                 | 23,5  | Västtyskland                                    | 22,0  |  |  |  |  |
| 1972   | Skopje          | Sovjetunionen                                   | 42,0  | Ungern                                          | 40,5  | Socialistiska federativa republiken Jugoslavien | 38,0  | Tjeckoslovakien                                 | 35,5  | Västtyskland                                    | 35,0  | Bulgarien                                       | 32,0  |  |  |  |  |
| 1974   | Nice            | Sovjetunionen                                   | 46,0  | Socialistiska federativa republiken Jugoslavien | 37,5  | USA                                             | 36,5  | Bulgarien                                       | 36,5  | Nederländerna                                   | 35,5  | Ungern                                          | 35,0  |  |  |  |  |
| 1976   | Haifa           | USA                                             | 37,0  | Nederländerna                                   | 36,5  | England                                         | 35,5  | Argentina                                       | 33,0  | Västtyskland                                    | 31,0  | Israel                                          | 29,5  |  |  |  |  |
| 1978   | Buenos Aires    | Ungern                                          | 37,0  | Sovjetunionen                                   | 36,0  | USA                                             | 35,0  | Västtyskland                                    | 33,0  | Israel                                          | 32,5  | Rumänien                                        | 32,5  |  |  |  |  |
| 1980   | Valletta        | Sovjetunionen                                   | 39,0  | Ungern                                          | 39,0  | Socialistiska federativa republiken Jugoslavien | 35,0  | USA                                             | 34,0  | Tjeckoslovakien                                 | 33,0  | England                                         | 32,5  |  |  |  |  |
| 1982   | Luzern          | Sovjetunionen                                   | 42,5  | Tjeckoslovakien                                 | 36,0  | USA                                             | 35,5  | Socialistiska federativa republiken Jugoslavien | 35,0  | Ungern                                          | 33,5  | Bulgarien                                       | 33,5  |  |  |  |  |
| 1984   | Thessaloníki    | Sovjetunionen                                   | 41,0  | England                                         | 37,0  | USA                                             | 35,0  | Ungern                                          | 34,5  | Rumänien                                        | 33,0  | Västtyskland                                    | 32,5  |  |  |  |  |
| 1986   | Dubai           | Sovjetunionen                                   | 40,0  | England                                         | 39,5  | USA                                             | 38,5  | Ungern                                          | 34,5  | Island                                          | 34,0  | Bulgarien                                       | 34,0  |  |  |  |  |
| 1988   | Thessaloníki    | Sovjetunionen                                   | 40,5  | England                                         | 34,5  | Nederländerna                                   | 34,5  | USA                                             | 34,0  | Ungern                                          | 34,0  | Socialistiska federativa republiken Jugoslavien | 33,5  |  |  |  |  |
| 1990   | Novi Sad        | Sovjetunionen                                   | 39,0  | USA                                             | 35,5  | England                                         | 35,5  | Tjeckoslovakien                                 | 34,5  | Socialistiska federativa republiken Jugoslavien | 33,0  | Kina                                            | 33,0  |  |  |  |  |
| 1992   | Manilla         | Ryssland                                        | 39,0  | Uzbekistan                                      | 35,0  | Armenien                                        | 34,5  | USA                                             | 34,0  | Lettland                                        | 33,5  | Island                                          | 33,5  |  |  |  |  |
| 1994   | Moskva          | Ryssland                                        | 37,5  | Bosnien och Hercegovina                         | 35,0  | *                                               | 34,5  | England                                         | 34,5  | Bulgarien                                       | 34,0  | Nederländerna                                   | 34,0  |  |  |  |  |
| 1996   | Jerevan         | Armenien                                        | 38,5  | Ukraina                                         | 35,0  | USA                                             | 34,0  | England                                         | 34,0  | Armenien                                        | 33,5  | Spanien                                         | 33,5  |  |  |  |  |
| 1998   | Elista          | Ryssland                                        | 35,5  | USA                                             | 34,5  | Ukraina                                         | 32,5  | Israel                                          | 32,5  | Kina                                            | 31,5  | Tyskland                                        | 31,5  |  |  |  |  |
| 2000   | Istanbul        | Ryssland                                        | 38,0  | Tyskland                                        | 37,0  | Ukraina                                         | 35,5  | Ungern                                          | 35,5  | Israel                                          | 34,5  | Georgien                                        | 34,0  |  |  |  |  |
| 2002   | Bled            | Ryssland                                        | 38,5  | Ungern                                          | 37,5  | Armenien                                        | 35,0  | Georgien                                        | 34,0  | Kina                                            | 33,5  | Nederländerna                                   | 33,5  |  |  |  |  |
| 2004   | Calvià          | Ukraina                                         | 39,5  | Ryssland                                        | 36,5  | Armenien                                        | 36,5  | USA                                             | 35,0  | Israel                                          | 34,5  | Indien                                          | 34,0  |  |  |  |  |
| 2006   | Turin           | Armenien                                        | 36,0  | Kina                                            | 34,0  | USA                                             | 33,0  | Israel                                          | 33,0  | Ungern                                          | 32,5  | Ryssland                                        | 32,0  |  |  |  |  |
| 2008   | Dresden         | Armenien                                        | 19    | Israel                                          | 18    | USA                                             | 17    | Ukraina                                         | 17    | Ryssland                                        | 16    | Azerbajdzjan                                    | 16    |  |  |  |  |
| 2010   | Chanty-Mansijsk | Ukraina                                         | 19    | Ryssland                                        | 18    | Israel                                          | 17    | Ungern                                          | 17    | Kina                                            | 16    | *                                               | 16    |  |  |  |  |
| 2012   | Istanbul        | Armenien                                        | 19    | Ryssland                                        | 19    | Ukraina                                         | 18    | Kina                                            | 17    | USA                                             | 17    | Nederländerna                                   | 16    |  |  |  |  |
| 2014   | Tromsø          | Kina                                            | 19    | Bulgarien                                       | 17    | Indien                                          | 17    | Ryssland                                        | 17    | Azerbajdzjan                                    | 17    | Ukraina                                         | 16    |  |  |  |  |
| 2016   | Baku            | USA                                             | 20    | Ukraina                                         | 20    | Ryssland                                        | 18    | Indien                                          | 16    | Norge                                           | 16    | Turkiet                                         | 16    |  |  |  |  |
| 2018   | Batumi          | Kina                                            | 18    | USA                                             | 18    | Ryssland                                        | 18    | Polen                                           | 17    | England                                         | 17    | Indien                                          | 16    |  |  |  |  |
| 2022   | Chennai         | Uzbekistan                                      | 19    | Armenien                                        | 19    | *                                               | 18    | Indien                                          | 17    | USA                                             | 17    | Moldavien                                       | 17    |  |  |  |  |
| 2024   | Budapest        | Indien                                          | 21    | USA                                             | 17    | Uzbekistan                                      | 17    | Kina                                            | 17    | Serbien                                         | 17    | Armenien                                        | 17    |  |  |  |  |
| 2026   | Tasjkent        |                                                 |       |                                                 |       |                                                 |       |                                                 |       |                                                 |       |                                                 |       |  |  |  |  |

- Arrangörslandet fick starta med två lag.

### Damer
| År   | Stad            | 1:a           | Poäng | 2:a                                             | Poäng | 3:a                                             | Poäng | 4:a                                             | Poäng | 5:a                                             | Poäng | 6:a                                             | Poäng |
| ---- | --------------- | ------------- | ----- | ----------------------------------------------- | ----- | ----------------------------------------------- | ----- | ----------------------------------------------- | ----- | ----------------------------------------------- | ----- | ----------------------------------------------- | ----- |
| 1957 | Emmen           | Sovjetunionen | 10,5  | Rumänien                                        | 10,5  | Östtyskland                                     | 10,0  | Ungern                                          | 8,5   | Bulgarien                                       | 8,0   | Socialistiska federativa republiken Jugoslavien | 7,5   |
| 1963 | Split           | Sovjetunionen | 25,0  | Socialistiska federativa republiken Jugoslavien | 24,5  | Östtyskland                                     | 21,0  | Rumänien                                        | 18,5  | Bulgarien                                       | 17,5  | Ungern                                          | 17,0  |
| 1966 | Oberhausen      | Sovjetunionen | 22,0  | Rumänien                                        | 20,5  | Östtyskland                                     | 17,0  | Socialistiska federativa republiken Jugoslavien | 16,5  | Nederländerna                                   | 16,0  | Tjeckoslovakien                                 | 15,0  |
| 1969 | Lublin          | Sovjetunionen | 26,0  | Ungern                                          | 20,5  | Tjeckoslovakien                                 | 19,0  | Socialistiska federativa republiken Jugoslavien | 18,5  | Bulgarien                                       | 17,5  | Östtyskland                                     | 17,0  |
| 1972 | Skopje          | Sovjetunionen | 11,5  | Rumänien                                        | 8,0   | Ungern                                          | 8,0   | Bulgarien                                       | 7,5   | Tjeckoslovakien                                 | 7,0   | Västtyskland                                    | 5,5   |
| 1974 | Medellín        | Sovjetunionen | 13,5  | Rumänien                                        | 13,5  | Bulgarien                                       | 13,0  | Ungern                                          | 13,0  | Nederländerna                                   | 9,5   | Tjeckoslovakien                                 | 9,0   |
| 1976 | Haifa           | Israel        | 17,0  | England                                         | 11,5  | Spanien                                         | 11,5  | USA                                             | 10,5  | Nederländerna                                   | 9,5   | Västtyskland                                    | 9,0   |
| 1978 | Buenos Aires    | Sovjetunionen | 16,0  | Ungern                                          | 11,0  | Västtyskland                                    | 11,0  | Socialistiska federativa republiken Jugoslavien | 11,0  | Polen                                           | 10,5  | Spanien                                         | 8,5   |
| 1980 | Valletta        | Sovjetunionen | 32,5  | Ungern                                          | 32,0  | Polen                                           | 26,5  | Rumänien                                        | 26,0  | Västtyskland                                    | 24,0  | Kina                                            | 24,0  |
| 1982 | Luzern          | Sovjetunionen | 33,0  | Rumänien                                        | 30,0  | Ungern                                          | 26,0  | Polen                                           | 25,5  | Kina                                            | 24,5  | Västtyskland                                    | 24,5  |
| 1984 | Thessaloníki    | Sovjetunionen | 32,0  | Bulgarien                                       | 27,5  | Rumänien                                        | 27,0  | Västtyskland                                    | 26,0  | Kina                                            | 26,0  | Ungern                                          | 25,0  |
| 1986 | Dubai           | Sovjetunionen | 33,5  | Ungern                                          | 29,0  | Rumänien                                        | 28,0  | Kina                                            | 28,0  | Socialistiska federativa republiken Jugoslavien | 25,5  | Västtyskland                                    | 25,0  |
| 1988 | Thessaloníki    | Ungern        | 33,0  | Sovjetunionen                                   | 32,5  | Socialistiska federativa republiken Jugoslavien | 28,0  | Kina                                            | 27,0  | Bulgarien                                       | 24,0  | Rumänien                                        | 24,0  |
| 1990 | Novi Sad        | Ungern        | 35,0  | Sovjetunionen                                   | 35,0  | Kina                                            | 29,0  | Bulgarien                                       | 26,0  | Socialistiska federativa republiken Jugoslavien | 25,0  | USA                                             | 24,5  |
| 1992 | Manilla         | Georgien      | 30,5  | Ukraina                                         | 29,0  | Kina                                            | 28,5  | Ungern                                          | 26,5  | Ryssland                                        | 26,0  | Rumänien                                        | 25,0  |
| 1994 | Moskva          | Georgien      | 32,0  | Ungern                                          | 31,0  | Kina                                            | 27,0  | Rumänien                                        | 27,0  | Ukraina                                         | 25,0  | Estland                                         | 24,5  |
| 1996 | Jerevan         | Georgien      | 30,0  | Kina                                            | 28,5  | Ryssland                                        | 28,5  | Ukraina                                         | 26,5  | Ungern                                          | 26,0  | Rumänien                                        | 25,5  |
| 1998 | Elista          | Kina          | 29,0  | Ryssland                                        | 27,0  | Georgien                                        | 27,0  | Nederländerna                                   | 23,5  | Bulgarien                                       | 23,5  | Rumänien                                        | 23,0  |
| 2000 | Istanbul        | Kina          | 32,0  | Georgien                                        | 31,0  | Ryssland                                        | 28,5  | Ukraina                                         | 27,0  | Socialistiska federativa republiken Jugoslavien | 26,0  | Nederländerna                                   | 25,5  |
| 2002 | Bled            | Kina          | 29,5  | Ryssland                                        | 29,0  | Polen                                           | 28,0  | Georgien                                        | 27,5  | Ungern                                          | 25,5  | Ukraina                                         | 25,5  |
| 2004 | Calvià          | Kina          | 31,0  | USA                                             | 28,0  | Ryssland                                        | 27,5  | Georgien                                        | 27,5  | Frankrike                                       | 25,5  | Ungern                                          | 25,0  |
| 2006 | Turin           | Ukraina       | 29,5  | Ryssland                                        | 28,0  | Kina                                            | 27,5  | USA                                             | 24,5  | Ungern                                          | 24,5  | Georgien                                        | 24,5  |
| 2008 | Dresden         | Georgien      | 18    | Ukraina                                         | 18    | USA                                             | 17    | Ryssland                                        | 17    | Polen                                           | 17    | Armenien                                        | 16    |
| 2010 | Chanty-Mansijsk | Ryssland      | 22    | Kina                                            | 18    | Georgien                                        | 16    | Kuba                                            | 16    | USA                                             | 16    | Polen                                           | 16    |
| 2012 | Istanbul        | Ryssland      | 19    | Kina                                            | 19    | Ukraina                                         | 18    | Indien                                          | 17    | Rumänien                                        | 16    | Armenien                                        | 16    |
| 2014 | Tromsø          | Ryssland      | 20    | Kina                                            | 18    | Ukraina                                         | 18    | Georgien                                        | 17    | Armenien                                        | 17    | Kazakstan                                       | 17    |
| 2016 | Baku            | Kina          | 20    | Polen                                           | 17    | Ukraina                                         | 17    | Ryssland                                        | 16    | Indien                                          | 16    | USA                                             | 16    |
| 2018 | Batumi          | Kina          | 18    | Ukraina                                         | 18    | Georgien                                        | 17    | Ryssland                                        | 16    | Ungern                                          | 16    | Armenien                                        | 16    |
| 2022 | Chennai         | Ukraina       | 18    | Georgien                                        | 18    | Indien                                          | 17    | USA                                             | 17    | Kazakstan                                       | 17    | Polen                                           | 16    |
| 2024 | Budapest        | Indien        | 19    | Kazakstan                                       | 18    | USA                                             | 17    | Spanien                                         | 17    | Armenien                                        | 17    | Georgien                                        | 17    |